# 開放社會及其敵人
《开放社会及其敌人》是卡尔·波普尔關於政治哲学的一本著作。本書批判历史主义的目的论（歷史發展有必然性，历史根据普遍规律而發展，人的主觀意志不起作用），批判對象包括柏拉图、黑格尔和卡爾·馬克思，指他們以历史主义为依托、巩固自己的政治理念。桂冠圖書正體中文版譯者是東吳大學哲學系教授莊文瑞，中國社會科學出版社簡體中文版譯者是陸衡等。

## 評價
哲學家羅素稱讚本書“深刻有力地捍衛了民主。”哲學家悉尼·胡克稱讚本書“立論巧妙，文字充滿激情”，批判歷史主義思想對熱愛自由和開放社會的存在造成的威脅；本書對歷史主義之基本信念的批判是十分健全的，並指出歷史主義忽視了歷史確實存在不同的選項，在歷史格局中是多元因果流程在運行，以及人類的理想對決定未來的作用。
不過，胡克認為，作者解讀柏拉圖過於依文解義，而當文本意義曖昧時又過於自信地宣稱柏拉圖的“真實”含義是什麼。此外，胡克批評，作者對黑格爾的處理是“徹頭徹尾的濫用”和“可證明為誤”，並指出“在希特勒的《我的奮鬥》中沒有一處提到黑格爾”。

## 榮譽
本書被選入美國現代圖書公司（Modern Library）所選出的20世紀一百大英文非虛構作品，普林斯頓大學出版社所選出的百年百大作品。